# لغة برمجة عالية المستوى

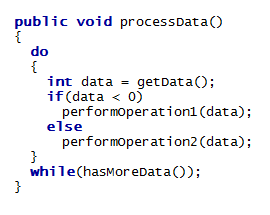

لغات البرمجة عالية المستوى (بالإنجليزية: high-level programming language)‏ عالية، أي بعيدة عن فهم الحاسوب لها، وأقرب إلى فهم البشر. هي صنف من أصناف لغات البرمجة لا تتطلب من المبرمج الدخول في تفاصيل قوانين تطبيق أوامر البرمجة ولا على مستوى عتاد الحاسوب. يعدّ هذا النوع من لغات البرمجة سهلاً في التعلم والتطبيق بالنسبة للمبتدئين في البرمجة، لأنه يستخدم مفردات برمجة (syntax) وأوامر (instructions) قريبة من اللغة التي يستخدمها البشر في الكلام (اللغة الإنجليزية مثلاً) بعكس لغات البرمجة منخفضة المستوى التي تستخدم مفردات ورموزًا تعدّ معقدة للمبرمج المبتدئ. من أمثلة لغات البرمجة عالية المستوى: جافا وسي شارب.

## معنى نسبي
إنّ المعنى نسبي، سابقًا كانت تعتبر لغة سي لغة عالية المستوى مقارنة بلغة الآلة ولغة التجميع، وذلك بالسبعينات عند ابتكارها كلغة أسهل من لغة التجميع. اليوم مع تواجد لغات مثل بايثون التي تحتوي خصائص برمجية تجعل من لغة سي منخفضة المستوى مقارنة بلغة بايثون.
حيث إنَّ علو لغة سي مقابل لغة التجميع يكمن باحتواء لغة سي على:
- تعابير مفهومة (expression evaluation in c)
- متغيرات دالية (parameterised recursive functions)
- أنواع المعطيات وبنيتها (data types and structures)

بالمقابل علو لغة بايثون مقابل لغة سي يكمن باحتواء لغة بايثون على:
- خاصية التقات الاخطاء اثناء التشغيل بالوقت الفعلي
- امكانية كتابة الامر بطرق مختصرة ومختلفة وبدون صرامة في علامات الترقيم

## نماذج التنفيذ
تُنَفَّذ لغات المستوى العالي بثلاث طرق هي:
1. التفسير: كود لغات البرمجة المفسرة يُقرأ ويُنفذ مباشرةً بدون ترجمة
2. الترجمة: لغات البرمجة المترجمة تُحول أولاً إلى صيغة قابلة للتشغيل قبل تشغيلها
3. التحويل: تُحول لغة البرمجة عالية المستوى إلى لغة برمجة أخرى منخفضة المستوى، وعادةً ما تكون لغة سي هي اللغة التي يتم التحويل إليها